# Kombinat Baumechanisierung Dresden

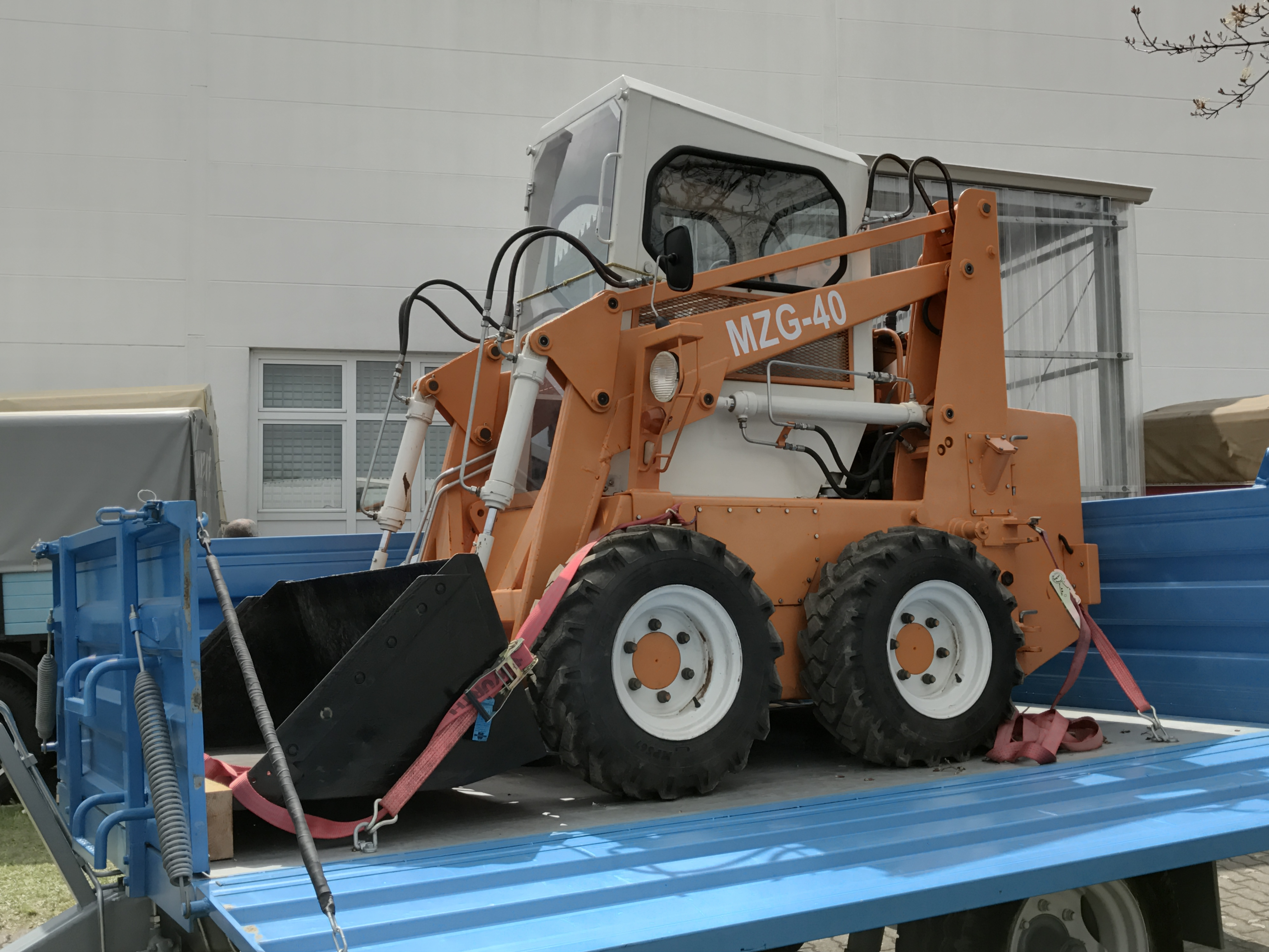
Mehrzweckgerät 40 des VEB Baumechanisierung Lengenfeld

Der VEB Kombinat Baumechanisierung Dresden war ein Kombinat in der Deutschen Demokratischen Republik.
Die Betriebe des Kombinats waren Hersteller von verschiedenen Baumaschinen und Bauhilfsstoffen wie Baggern, Dumpern, Kranen, Gerüsten, Betonpumpen, Arbeitsbühnen, Rüttelplatten, Tiefladern und Betonkübeln.
Das Kombinat unterstand dem Ministerium für Bauwesen. Weitere zentral geleitete Kombinate im Zuständigkeitsbereich dieses Ministeriums sind in der Liste von Kombinaten der DDR aufgeführt.
Im Zuge der Wende und der anschließenden Wiedervereinigung wurde das Kombinat 1990 aufgelöst und seine Betriebe privatisiert. 

## Zugehörige Betriebe
Zum Kombinat gehörten zuletzt die folgenden Betriebe: 
- VEB Baumechanisierung Dresden; (Stammbetrieb)
  - VEB Institut für Baumechanisierung Dresden
- VEB Baumaschinen- und Ersatzteilhandel Cossebaude
  - Betriebsteil Berlin
- VEB Baumechanik Cottbus
  - Betriebsteil Guben
  - Betriebsteil Hoyerswerda
- VEB Baumechanik Frankfurt/Oder in Eisenhüttenstadt
  - Betriebsteil Straußberg
- VEB Baumechanik Magdeburg
  - Betriebsteil Eichenbarleben
- VEB Baumechanik Neubrandenburg
- VEB Baumechanik Nord Rostock
  - Betriebsteil Greifswald
- VEB Baumechanik Schwerin
  - Betriebsteil Güstrow
  - Betriebsteil Hagenow
  - Betriebsteil Jessenitz
  - Betriebsteil Ludwigslust
- VEB Baumechanik Suhl
  - Betriebsteil Ilmenau
- VEB Baumechanisierung Barleben
  - Betriebsteil Engelsdorf
- VEB Baumechanisierung Gera
  - Betriebsteil Göschwitz
  - Betriebsteil Zeulenroda
- VEB Baumechanisierung Gotha
  - Betriebsteil Apolda
  - Betriebsteil Mihla
- VEB Baumechanisierung Halle
  - Betriebsteil Brandis
  - Betriebsteil Halle-Ost
  - Betriebsteil Osendorf
- VEB Baumechanisierung Hennigsdorf
  - Betriebsteil Potsdam
- VEB Baumechanisierung Leipzig
- VEB Baumechanisierung Lengenfeld
  - Betriebsteil Jacketa
  - Betriebsteil Oelsnitz
  - Betriebsteil Zwickau
- VEB Entwicklungs- und Musterbau Baumechanisierung Berlin
  - Betriebsteil Herzfelde
- VEB Fahrzeug- und Transportgerätebau Leipzig
- VEB Maschinen- und Stahlbau Dresden; (bis 1980 im Wohnungsbaukombinat Dresden)
- VEB Rationalisierung Bauwesen Dresden
- VEB Spezialschule für Baumechanisierung Cossebaude